# Lasianthus sessilis
Lasianthus sessilis är en måreväxtart som beskrevs av Talbot. Lasianthus sessilis ingår i släktet Lasianthus och familjen måreväxter. Inga underarter finns listade i Catalogue of Life.